# Xylena thoracica
Xylena thoracica là một loài bướm đêm trong họ Noctuidae.